# Tiszaföldvár
Tiszaföldvár [tisafeldvár] je město v Maďarsku, nacházející se na jihu župy Jász-Nagykun-Szolnok, spadající pod okres Kunszentmárton. Nachází asi 16 km jihovýchodně od Szolnoku. Přestože je větší než okresní město Kunszentmárton, není jeho správním městem. V roce 2017 zde žilo 10 672 obyvatel.

## Přírodní poměry
Poblíže Tiszaföldváru protéká řeka Tisa. Nejbližšími městy jsou Kunszentmárton a Martfű, poblíže jsou též obce Cibakháza a Mezőhék.

## Historie
První písemná zmínka o obci pochází z roku 1467, tehdy byla zmíněna pod názvem Thyzafeudwar. Spadala pod opatství Dunaföldvár. Již v tureckých záznamech během osmanské okupace Uher bylo zaznamenáno 250-300 obyvatel.
Tiszaföldvár těžce zasáhla první světová válka. Na bojištích přišlo o život 313 obyvatel města. Rumunská vojska vtrhla do Tiszaföldváru dne 30. dubna 1919 a odvezla téměř veškerou úrodu a vše, co mohlo být cenné.[zdroj?]
V období mezi dvěma světovými válkami se díky rostoucí zemědělské produkci a družstevnictví produktů zlepšila kvalita života obyvatel.
V závěru druhé světové války na podzim roku 1944 uprchla nemalá část místních obyvatel na západ země z obav před příchodem východní fronty. Sovětská vojska sem dorazila dne 6. října 1944, docházelo ale k bojům a až 6. ledna 1945 bylo jisté, že se sem německá armáda již nedokáže vrátit.
V poválečných letech byly znárodněny velké průmyslové závody a školy. Právě zde začala vznikat první družstva v této oblasti.
V roce 1950 přestal být Tiszaföldvár okresním městem, protože tuto roli převzal nedaleký Kunszentmárton.
Během revolučních událostí v roce 1956 se studenti a učitelé místního gymnázia účastnili shromáždění, nedošlo ale k žádným větším událostem.
1. ledna 1993 získal Tiszaföldvár statut města.

## Pamětihodnosti
V Tiszaföldváru stojí římskokatolický kostel sv. Štěpána.